# Droits LGBT au Malawi

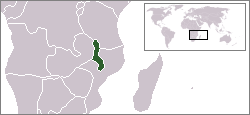
Localisation du Malawi.

Les personnes lesbiennes, gays, bisexuelles et transgenres font face à des difficultés spécifiques au Malawi. L'homosexualité est un tabou dans ce pays, et les relations sexuelles entre hommes ou entre femmes sont punies par la loi.
Fin 2009, une femme trans, Tiwonge Chimbalanga, et Steven Monjeza, sont arrêtés après une cérémonie de mariage publique. Le 18 mai 2010, ces personnes sont inculpées d'avoir commis des actes contre nature et des pratiques indécentes entre hommes,,. Le 29 mai 2010, le président Bingu wa Mutharika les gracie grâce à la pression internationale.
En novembre 2010, le parlement du Malawi vote plusieurs lois dont l'une qui réprime l'homosexualité féminine, jusqu'alors non concernée par la loi.
Le code pénal interdit historiquement « la connaissance intime contre nature » et les actes d'indécence caractérisée. Toutefois en 2012, la présidente Joyce Banda suspend toutes les lois criminalisant l'homosexualité. En juillet 2014, le ministre de la Justice annonce que le Malawi n'arrêtera plus les personnes se livrant à des activités sexuelles entre personnes du même sexe, et qu'une réforme de la législation anti-LGBT est lancée,.

## Lois contre les homosexuels

### Législation à propos des pratiques sexuelles entre personnes du même sexe

#### Statuts
Le code pénal du Malawi stipule :
Section 137A. Pratiques indécentes entre femmes. Toute femme ayant commis en public ou en privé, n'importe quel acte d'indécence caractérisée avec une autre femme, ou encouragé une autre femme à commettre un acte d'indécence caractérisée, ou encouragé la perpétration d'un tel acte d'une femme avec elle-même ou une autre personne, est coupable d'une infraction et passible d'une peine d'emprisonnement de cinq ans,.
Section 153. Infractions contre nature. Toute personne qui —
(a) pratique une connaissance intime contre nature; ou
*    *    *    *
(c) permet à un homme de pratiquer une connaissance intime de lui-même ou d'elle même contre nature,
est coupable d'une infraction et passible d'une peine d'emprisonnement de 14 ans, avec ou sans châtiment corporel.
Section 154. tentative de commettre un acte contre nature. Toute personne tentant de commettre une des infractions spécifièes dans les sections précédentes est coupable de félonie et passible d'une peine d'emprisonnement de sept années, avec ou sans châtiment corporel.
Section 156. Pratiques indécentes entre hommes. Tout homme ayant commis en public ou en privé, n'importe quel acte d'indécence caractérisée avec un autre homme, ou encouragé un autre homme à commettre un acte d'indécence caractérisée, ou encouragé la perpétration d'un tel acte d'un homme avec lui-même ou une autre personne, est coupable d'une infraction et passible d'une peine d'emprisonnement de cinq ans [selon la Section 28 du Code pénal].
Les actes homosexuels entre hommes sont illégaux au Malawi, ils peuvent être punis de châtiment corporel et d'une peine de prison allant jusqu'à quatorze ans. La section 153 interdit les « crimes contre nature ». La section 156 qui concerne la « moralité publique » est utilisée pour punir les relations homosexuelles. Les touristes étrangers qui ont des relations homosexuelles avec des habitants du Malawi peuvent être poursuivis en vertu de l'article 156 et expulsés comme « étrangers indésirables ».
En novembre 2010, le parlement du Malawi vote plusieurs lois dont l'une qui réprime l'homosexualité féminine, jusqu'alors non concernée par la loi.
La presse rapporte en décembre 2011 que ces statuts ont été soumis à la Malawi Law Commission (MLC) pour examen, selon Ephraim Chiume (en), le ministre de la Justice du Malawi. Une haute délégation de personnes expertes nommées par l'Association internationale du barreau révèle en janvier 2021 que la MLC n'avait pas été sollicitée dans les faits pour examiner ces statuts. 
Le 18 mai 2012, la présidente Joyce Banda annonce son intention de rejeter les lois criminalisant les pratiques sexuelles entre les personnes de même sexe,. Le 5 novembre, le gouvernement du Malawi suspend toutes les lois criminalisant l'homosexualité. Le procureur général et ministre de la jJustice Ralph Kasambara (en) ordonne à la police de ne plus arrêter les personnes LGBT, en attendant l'examen de la loi actant cette réforme par l'Assemblée nationale. Trois jours plus tard, il revient sur sa décision, indiquant : « Il n'y a pas eu d'annonce et pas de discussions sur le mariage entre personnes de même sexe »,.
La Société juridique du Malawi indique qu'il est anticonstitutionnel pour des ministres de suspendre une loi et que cela créerait un précédent dangereux pour le futur. Des personnalités religieuses s'étaient prononcées très fermement contre la suspension de ces lois.
En novembre 2013, la Haute cour de justice du Malawi annonce son intention de réviser la constitutionnalité de la loi en acceptant un recours. Le contexte légal concerne le cas de trois prisonniers, Amon Champyuni, Mathews Bello et Musa Chiwisi, condamnés en 2011 et purgeant des peines allant de 10 à 14 ans de prison pour leurs pratiques homosexuelles. En janvier 2014, les délibérations de la cour furent repoussées, dans l'attente d'une décision de la Cour suprême sur la possibilité et la légitimité pour la Haute cour de justice de revoir un cas de constitutionnalité,. En 2019 aucune décision n'avait été rendue.
En septembre 2016, le président Peter Mutharika indique qu'il souhaite que les droits LGBT soient protégés et propose un référendum pour décriminaliser l'homosexualité et légaliser le mariage pour tous et toutes,. En octobre 2015 toutefois, un porte parole du gouvernement annonce que les commentaires du président sont le reflet de ses propres opinions personnelles sur le sujet et non une politique officielle.
Le 9 février 2016, la Haute cour ordonne aux services de police et aux procureurs des poursuites judiciaires publiques de continuer à arrêter et à poursuivre en justice les gays et lesbiennes qui commettent des infractions homosexuelles au Malawi. Le juge de la Haute cour de justice Dingiswayo Madise accorde une injonction[style à revoir] exigée par des pasteurs anti-LGBT souhaitant mettre fin au moratoire du gouvernement sur les arrestations réalisées au nom des lois anti-LGBT durant les délibérations sur la constitutionnalité de ces lois. Les poursuites continuent dans l'attente d'un examen judiciaire des décisions, de la conduite et de l'abdication du devoir légal et constitutionnel du ministre de la Justice et des Affaires constitutionnelles, du directeur des poursuites publiques et du service de police du Malawi[pas clair],.

## Arrestations
Fin décembre 2009, deux hommes de 20 et 26 ans, dont l'un s'identifie comme une femme, ont été arrêtés pour avoir organisé une cérémonie traditionnelle d'« engagement ». Ils ont été emprisonnés à Blantyre, sans possibilité de caution, et attendent leur procès,. Amnesty International réclame leur libération inconditionnelle et dénonce l'impact négatif des arrestations d'homosexuels sur la lutte contre le SIDA.
L'homosexualité est un sujet tabou dans le pays. En janvier 2010, Peter Sawali a été arrêté pour avoir brandi une pancarte sur laquelle était écrit "gay rights are human rights" (les droits homosexuels sont des droits humains).
Le 1er mars 2010, la police du Malawi, après avoir découvert des documents sur l'homosexualité dans une association homosexuelle, annonce l'arrestation pour "relation charnelle contre nature" des personnalités qui soutiennent cette organisation.
Le 20 mai 2010, un tribunal du Malawi a condamné à quatorze ans de prison et aux travaux forcés pour indécence caractérisée le couple qui s'était marié symboliquement en décembre 2009,,. Le département d'état américain a déclaré considérer cette condamnation comme « un pas en arrière dans la protection des droits de l'homme au Malawi ». Le 29 mai, lors d'une visite du secrétaire général des Nations unies Ban Ki-moon, le président du Malawi Bingu wa Mutharika annonce qu'il libère et gracie le couple,. Cette décision est saluée par la Maison-Blanche, le fonds mondial de lutte contre le sida, la tuberculose et le paludisme et ONUSIDA.

## Positions de l'Église catholique
À la suite de la déclaration doctrinale du 18 décembre 2023 du pape François concernant les bénédictions des « couples en situation irrégulière » et des couples homosexuels, 66 % de l'épiscopat du pays signe un texte commun pour indiquer le refus de pratiquer ces bénédictions.

## Tableau récapitulatif
| Dépénalisation de l’homosexualité                                                   | / (peine encourue : jusqu'à 14 ans de prison pour les hommes et 5 ans pour les femmes ; rarement appliquée ; suspension de cette pratique depuis 2012, contestée) |
| Majorité sexuelle identique à celle des hétérosexuels                               | (peine encourue : jusqu'à 14 ans de prison pour les hommes et 5 ans pour les femmes ; rarement appliquée ; suspension de cette pratique depuis 2012, contestée)   |
| Interdiction de la discrimination liée à l'orientation sexuelle à l'embauche        | No |
| Interdiction de la discrimination liée à l'identité de genre dans tous les domaines | No |
| Partenariat civil                                                                   | No |
| Mariage civil                                                                       | Non |
| Adoption conjointe dans les couples de personnes de même sexe                       | Non |
| Adoption par les personnes homosexuelles célibataires                               | Non |
| Droit pour les gays de servir dans l’armée                                          | No |
| Droit de changer légalement de genre (après stérilisation)                          | Loi interdisant aux hommes d'avoir des cheveux longs |
| Gestation pour autrui pour les gays                                                 | Non |
| Accès aux FIV pour les lesbiennes                                                   | No |
| Autorisation du don de sang pour les HSH                                            | Non |